# Édit de foi
 (avril 2024).
Si vous disposez d'ouvrages ou d'articles de référence ou si vous connaissez des sites web de qualité traitant du thème abordé ici, merci de compléter l'article en donnant les références utiles à sa vérifiabilité et en les liant à la section « Notes et références ».
Dans le cadre de la procédure d'Inquisition, l'édit de foi était un édit publié par un inquisiteur lorsqu'il arrivait en un lieu suspecté d'hérésie qui lui avait été désigné. Après une prédication générale exposant la doctrine de l'Église et énumérant les positions hérétiques, il s'adressait à l'ensemble des catholiques du lieu, et les invitait à dénoncer les hérétiques et leurs complices sous peine d'excommunication.